# Georg Pauli (Lehrer)

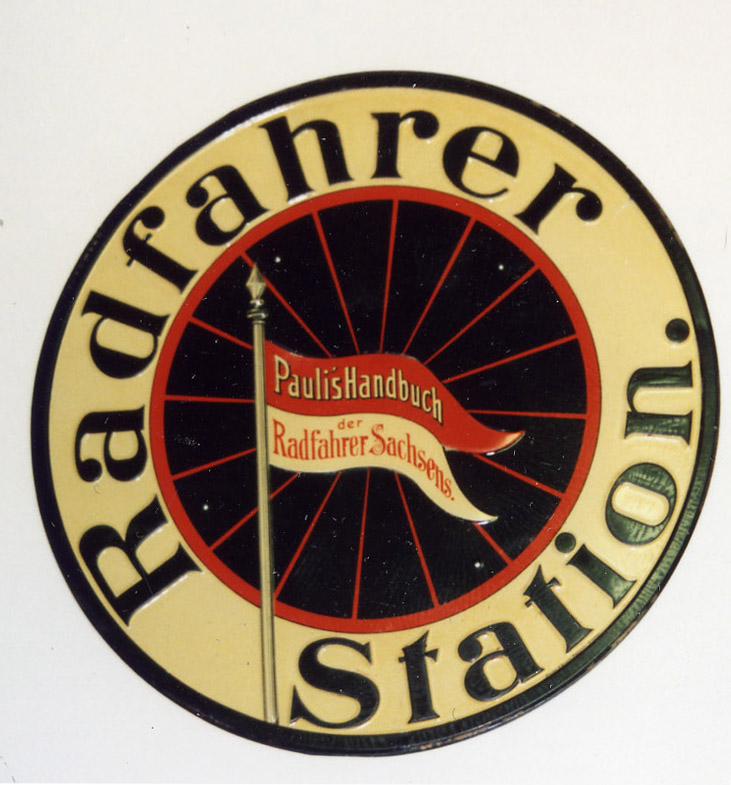
Werbeschild "Radfahrer Station - Pauli's Handbuch der Radfahrer Sachsens"

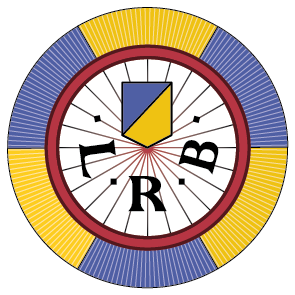
Logo des Lausitzer Radfahrer-Bunds, 1906 bis 1933

Georg Pauli (* 8. Juni 1867 in Dresden; † 18. Mai 1949 in Demitz-Thumitz) war Lehrer und Gründer des Lausitzer Radfahrer-Bundes, den er 1906 mit Mitgliedern des örtlichen Radfahrervereins gründete. Von 1906 bis 1920 war er Vorsitzender des Lausitzer Radfahrer-Bunds, danach Ehrenvorsitzender.
Für seine erste Anstellung als Hilfslehrer in Deutschneudorf zog er ab April 1889 ins Erzgebirge. 1892 heirateten Georg Pauli und Toni Hofman und zogen, nachdem er eine Zeitlang an verschiedenen Dresdner Schulen als Hilfslehrer arbeitete, Ostern 1894 nach Breitenau bei Oederan. Dort lebte und arbeitete er in den nächsten sechs Jahren mit einer ständigen Lehrerstelle.
In Oederan vertrat er die Allgemeine Radfahrer-Union als Consul. Ostern 1900 wechselte er auf die frei gewordene dritte ständige Lehrerstelle nach Demitz-Thumitz.
Ab 1901 veröffentlichte Georg Pauli erstmals das Handbuch der Radfahrvereine Sachsens (später: Paulis Handbuch der Rad- und Motorfahrer Sachsens). Im Vorwort schrieb er 1901: „Vorliegendes Buch enthält in alphabetischer Reihenfolge sämtliche Radfahrvereine Sachsens, ca. 450 an der Zahl“. Darüber hinaus veröffentlichte er in verschiedenen Tageszeitungen und für die Radfahrerzeitungen der Lausitz. Er veröffentlichte Reiseberichte und humoristische Radfahrerliteratur. Pauli baute sich 1905 in Demitz-Thumitz eine kleine Druckerei auf, die er 1930 an seinen jüngsten Sohn weitergab.
Mit 56 Jahren trat Georg Pauli 1924 als Oberlehrer der Volksschule und der Gewerbeschule in den Ruhestand. Nach eigenen Angaben widmete er sich danach vermehrt seinen Vereinen und Ehrenämtern: im Vorstand des Gemeinnützigen Bauvereins G.m.b.H., als Dirigent und Ehrenliedermeister im Männergesangsverein, im Radfahrerverein, im Theaterverein, im Gebirgsverein, im Kaninchenzüchterverein, als Bezirksvorstand im Kaninchenzüchterverband Bischofswerda-Kamenz, als Kassierer im Bezirkslehrerverein Bischofswerda, als Vergnügungsvorstand des Landwirtschaftlichen Vereins und der Schützengesellschaft, im Hausbesitzerverein, in der Freiwilligen Feuerwehr, im Turnverein, im Bienenzüchterverein und anderen.
Der Heimatverein Demitz-Thumitz beschloss, das Grab der Familie Pauli zum Gedenken an Georg Pauli auf den Demitzer Friedhof für immer bestehen zu lassen, um daran zu erinnern, dass er nicht nur den Lausitzer Radfahrer-Bund, sondern auch zahlreiche andere Vereine der Region mitgründete.

## Eigene Veröffentlichungen

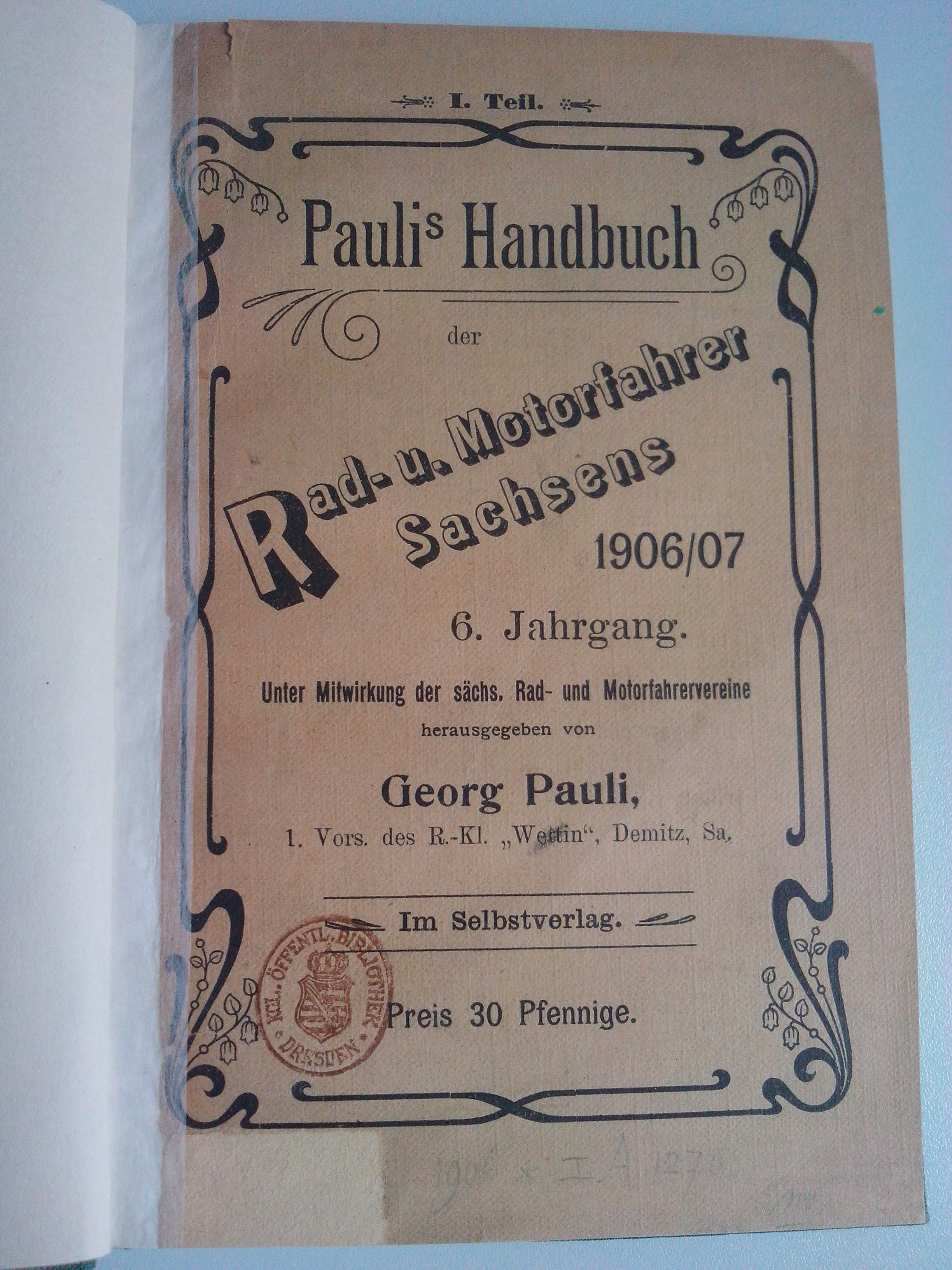
Paulis Handbuch der Rad- und Motorradfahrer Sachsens 1906, I. Teil

- Eine Morgenfahrt des Radfahrer-Klubs Geölter Blitz, in: Radfahrersport, 1899, (Radfahrer-Pantomimen 7)[7]
- Paulis Führer durch Dresden und die Sächs.-Böhm. Schweiz für Radfahrer : nebst einer Uebersichtskarte hrsg. von Georg Pauli, Demitz, Sa.,  Mittelbachs Verlag, Leipzig, 1902.
- Der Klosterberg und seine Umgebung : Mit Karten und Abbildungen : im Auftrag des Gebirgsvereins Demitz-Thumitz-Klosterberg, hrsg. mit Oswald Zickmantel (Lehrer), Selbstverlag, Demitz-Thumitz, 1910, SLUB, DNB
- Deutsche Radler-Post, ab 1911, DNB
- Lausitzer Radlerpost, 23 Jahrgänge
- Um den ersten Preis, Radlerschwank, 1913
- Zucht- und Kassabuch für Kaninchenzüchter, 1918
- Radler-Lust : Liederbuch für Radfahrer, Druck und Verlag: Rauh & Pohle, Leipzig 1922
- Freud' und Leid aus meiner Radlerzeit, 1924
- Adress- und Heimatbuch für Demitz-Thumitz, 1925
- Adress- und Heimatbuch für Demitz-Thumitz mit Karte, 1929
- Meine Kindheit : Lebenserinnerungen von Georg Pauli, 1933, SLUB
- Meine Studienzeit : Lebenserinnerungen von Georg Pauli, II. Teil, 1934, SLUB

### Paulis Handbuch der Rad- und Motorfahrer Sachsens

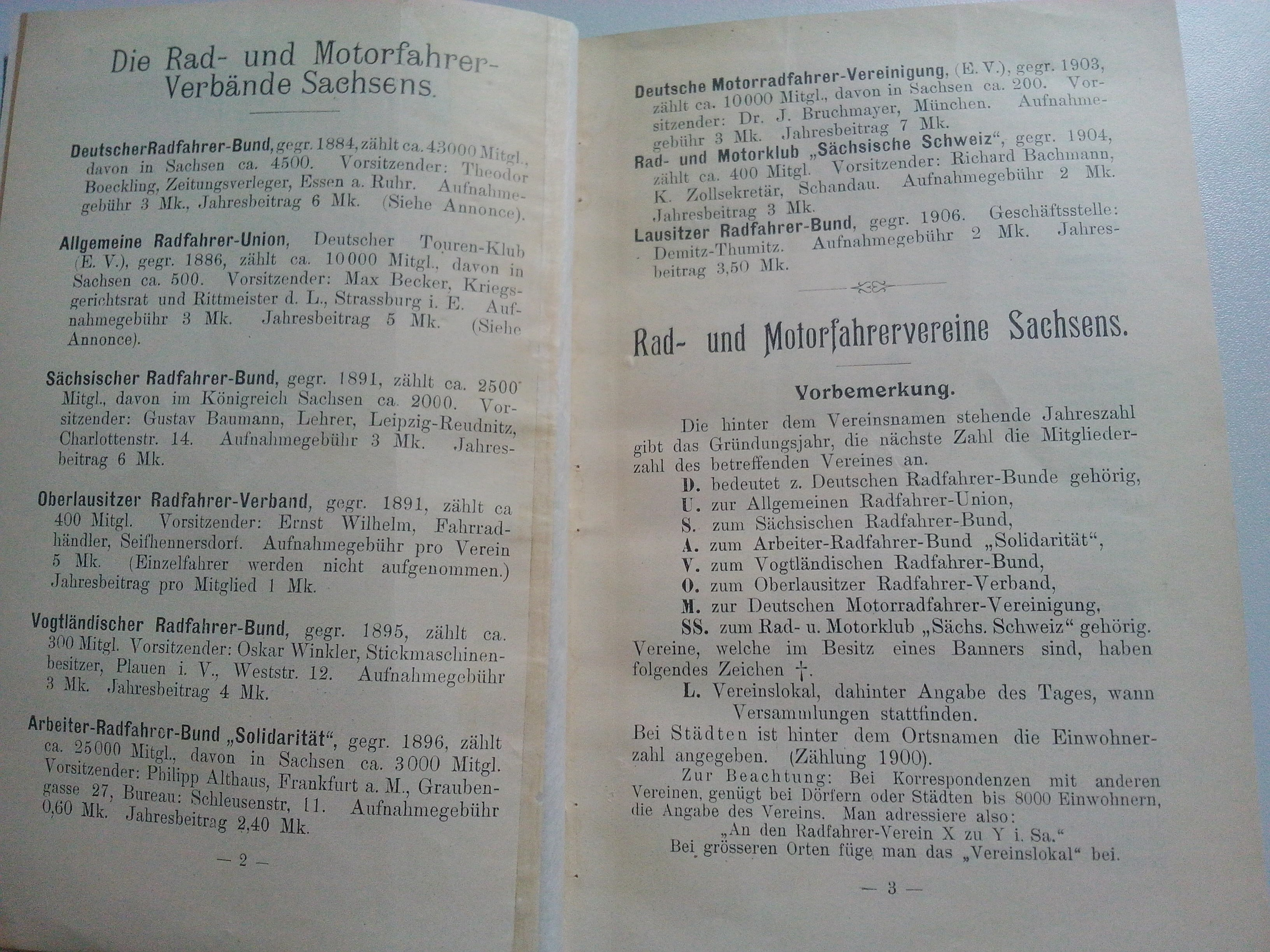
Quelle: Paulis Handbuch der Rad- und Motorradfahrer Sachsens 1906, II. Teil, S. 2/3

Paulis Handbuch erschien in 17 Jahrgängen ab 1901. Die Handbücher enthielten Angaben der Vertreter und Adressen der sächsischen Radfahrvereine und -verbände, Polizeiverordnungen, "Sports-Chroniken", Angaben zu sächsischen Fahrradfabriken, -händlern und Reparaturwerkstätten, Tourenbeschreibungen, Hotels, Gasthäuser und  Einkehrstellen.
Georg Paulis verlegerische Tätigkeit umfasste darüber hinaus Festschriften und Titel wie z. B. Die christliche Wissenschaft des Pfarrers Dr.lie. Zöller.